# Anders Ångström

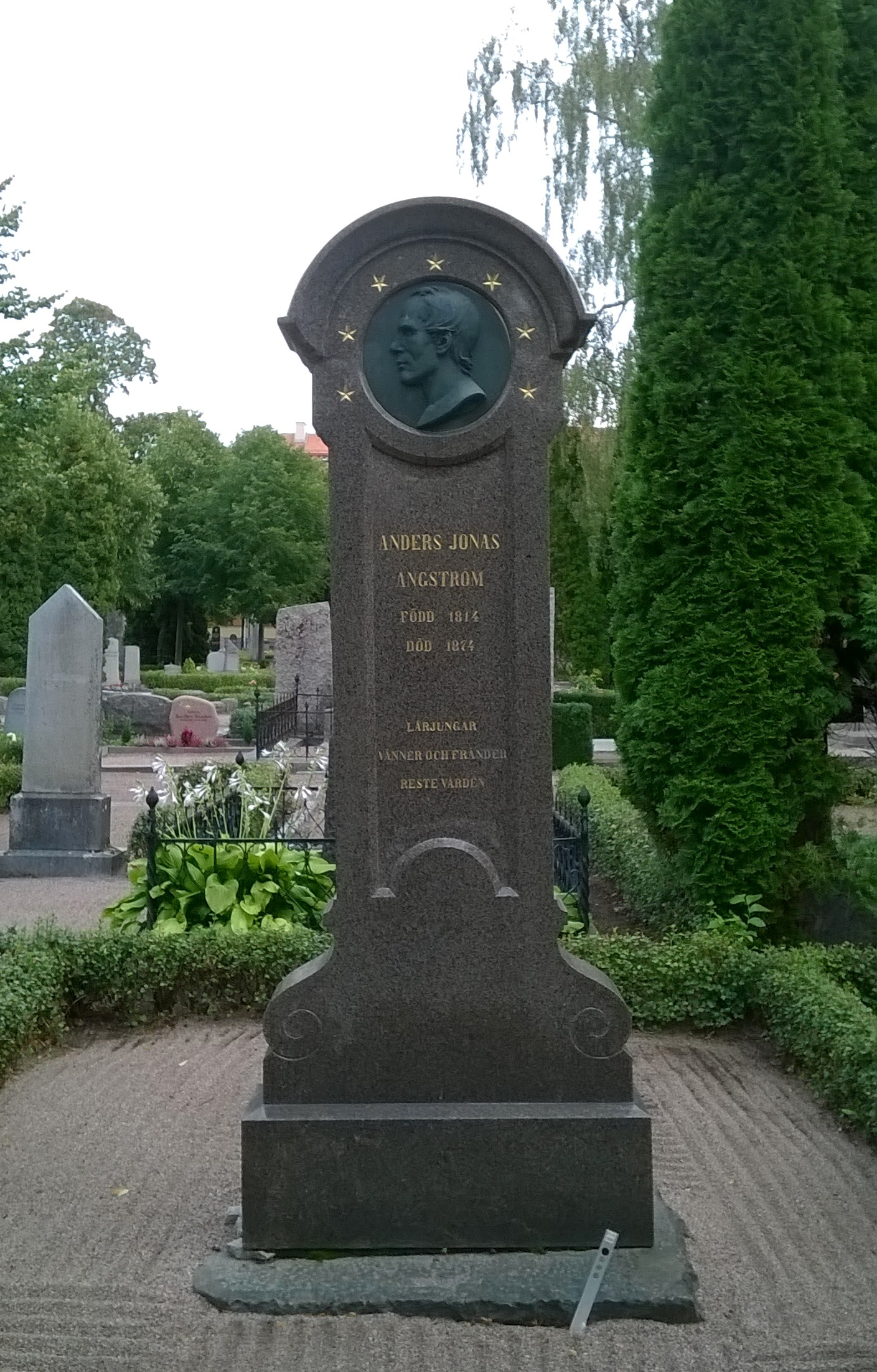
Anders Ångströms grav på Uppsala gamla kyrkogård.

Anders Jonas Ångström ([ˈânːdɛʂ ˈjûːnas ˈɔ̂ŋːstrœm]), född 13 augusti 1814 vid Lögdö bruk i Medelpad, död 21 juni 1874 i Uppsala, var en svensk fysiker och astronom. Han var en av grundarna till spektroskopin. Ångström var professor i fysik vid Uppsala universitet från 1858, samt universitetets rektor åren 1870–1871.

## Biografi
Anders Jonas Ångström var andre son till komministern Johan Ångström och Anna Katarina Tunberg. Den äldre brodern Johan var läkare och botanist och den yngre brodern Carl Arendt bergsmekaniker. Han gifte sig 1845 med brukspatrondottern Augusta Bedoire (1820–1906). Han var far till Augusta och Knut Ångström samt farfar till meteorologen Anders Ångström.
Efter att ha tillbringat barndomen i Lögdö och senare Sättna där fadern verkade vidtog läroverkstudier vid Härnösands gymnasium. År 1833 kom Ångström som student till Uppsala där han studerade matematik och fysik vid Uppsala universitet, vilket han finansierade genom att ta tjänst som informator. Under sin studenttid valdes han 1839 till kurator vid Norrlands nation, där han även blev hedersledamot år 1844. Han tillhörde också under 1840-talet studentsällskapet "Juvenalerna".
Ångström fick betyget laudatur i matematik, fysik, och astronomi 1839, och avlade magisterexamen under Atterbom den 15 juni 1839. Doktorsavhandlingen, som lades fram samma år för Fredric Rudberg, hette Om conisk refraktion. Samma höst utnämndes han till docent i fysik. År 1843 utnämndes han till observator i astronomi, en disciplin som då även innefattade jordens magnetism och temperatur.
Under 1843 befann sig Ångström på en resa i Europa, under vilken han i München lärde känna Johann von Lamont. Ångström var redan vid denna tid en erkänd forskare. Som lärare gjorde han sig berömd för att införa laborationer i undervisningen. Han utnämndes till professor i fysik vid företrädarens död 1858.
Ångström var ordförande i universitetets drätselnämnd, sekreterare i Kungliga Vetenskaps-Societeten i Uppsala samt ledamot av stadsfullmäktige 1868–1873. Han var Uppsala universitets rektor 1870–1871 samt ledamot av Kungliga Vetenskapsakademien från 1850, Vetenskapssocieteten i Uppsala från 1851, Fysiografiska sällskapet i Lund från 1866, Royal Society från 1870, Videnskabernes selskab i Köpenhamn från 1873 och Institut de France från 1873.
Ångström ligger begravd på Uppsala gamla kyrkogård.

## Vetenskapliga insatser
Den klassiska fysiken hade utvecklats enormt från 1700-talet som ett resultat av nya uppfinningar, teorier och mätinstrument. Professorns ställning och forskningsfält förändrades därmed; tidigare professorer hade varit ansedda som närmast allvetande inom samtliga discipliner, men Ångström kom trots sin vetenskapliga bredd att symbolisera den nya tidens specialisering.
Ångström formulerade 1852 i Optiska undersökningar (Vetenskapsakademiens handlingar), en absorptionslag, som senare modifierades något och blev känd som Kirchhoffs strålningslag. Optiska undersökningar kom att bli fundamental för spektralanalysen, och är ett av de första arbetena inom spektroskopin. Han visade bland annat att en elektrisk gnista ger spektrallinjer som är karakteristiska dels för metallen i elektroderna, dels för den omgivande gasen, vidare att en kemisk förenings spektrum innehåller linjer som är karakteristiska för dess beståndsdelar. En del av hans viktigaste upptäckter är endast formulerade i en fotnot, till exempel solspektrats betydelse för metallers spektrallinjer.
I Ny bestämning av ljusets våglängder från 1863 bestämde han olika våglängders spektrallinjer. Från denna undersökning kommer enheten ångström, som antogs internationellt i Oxford 1905. Det största arbetet gjorde Ångström med sin efterträdare Robert Thalén. Det utgavs 1868 under namnet Recherches sur le Spectre Solaire och är en undersökning av solens spektrallinjer, de Fraunhoferska linjerna. Som kuriosa kan nämnas att under detta arbete framkom det att det svenska normalmetern var 0,190 mm för kort jämfört med det franska. En direkt följd av detta är att samtliga Ångströms våglängdsvärden har ett fel på 0,013 %.
Ångström var, 1867, den första som undersökte norrskenets spektrum., och även hans arbete om norrskenet var banbrytande. Han studerade dessutom bland annat värmeteori och jordens magnetfält.

## Hedersbetygelser
Längdenheten ångström (1 Å = 10-10 meter) är uppkallad efter honom. Ångströmlaboratoriet i Uppsala är också uppkallat efter honom. Han erhöll som första svensk Rumfordmedaljen år 1872 och fick flera priser av Kungliga Vetenskapsakademien. 
Månkratern Ångström bär hans namn liksom asteroiden 42487 Ångström.

### Webbkällor
- Anders Ångström i Nationalencyklopedins nätupplaga
- Anders Ångström på Uppsala universitet